# Batallón Bulnes
El Batallón Bulnes de Chile participó en la guerra del Pacífico entre 1879 y 1881. Entre los quinientos hombres que conformaban este batallón que pasó al Ejército se encontraban los Guardias de Cárcel (hoy en día denominados los gendarmes de Chile), que custodiaban el ex Presidio Urbano o Antigua Penitenciaría que se conoce actualmente como CDP de Santiago Sur, y otros cuerpos policiales de la época (Policía Municipal de Santiago).

## Organización

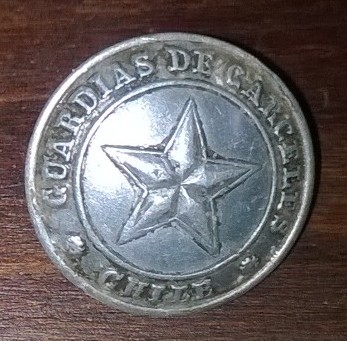
Botón de la blusa o guerrera del uniforme de los gendarmes del Batallón Bulnes con la inscripción Guardias de Cárceles Chile.

Soldados-gendarmes y policías municipales fueron alistados entre los días siete y catorce de abril de 1879 y recibió las denominanciones Batallón Bulnes, Batallón Policial Bulnes, Batallón de Jendarmes, Batallón de Celadores entre otros nombres. El 18 de abril de 1879 el Batallón Bulnes formó frente a la Municipalidad de Santiago para una misa de campaña, siendo bendecido el estandarte por fray Juan Capistrano Pacheco, Capellán del Batallón, siendo abanderado el Subteniente Hilario Gómez. Su nombre proviene del general Manuel Bulnes, vencedor de Yungay, expresidente de la república e iniciador del penitenciarismo en Chile, con la construcción de la primera cárcel[cita requerida] el año 1843 y que actualmente sigue prestando funciones.
Sin pertenecer al ejército regular, el Batallón Bulnes estaba en condiciones de partir al frente, e incluso tenía banda de músicos que adoptó como marcha distintiva el Himno de Yungay. El equipo normal de los Bulnes consistía en una manta, una mochila con ropa, arreos de pólvora y balas, cantimplora de hojalata, un par de botas herradas y doble suela, un rifle comblain reformado y un sable corto o sable catanero. Su uniforme era de color azul Prusia. Previo a esto, el 28 de febrero de 1879 habían sido enviados 100 gendarmes junto a tropas del 3.º y 4.º de línea y cazadores a caballo. (Turnos completos de la Ex-Penitenciaria).
Entre los personajes destacados del Batallón Bulnes se puede destacar al Sargento 1.º Lucas Valero que presto funciones junto a muchos soldados en la Penitenciaria, habiendo sido el primer denominado y designado “Alcaide” desde 1873 hasta el año 1879 siendo enviado con sus hombres al frente y a posterior llegó al grado de sargento mayor (alto grado de confianza en la época, similar a un mayor de la actualidad) y segundo comandante del Bulnes y jefe de plaza del puerto del Callao en Perú, regresó a Chile en 1881 retirándose de las filas el año 1888 después de 37 años de servicio.

## Transcurso de la guerra

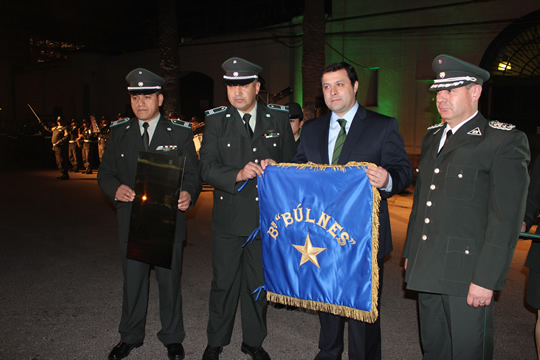
Gendarmes reciben simbólicamente en una ceremonia, la réplica del Estandarte del Batallón Bulnes junto al entonces Director Nacional, quien la depositó en la actual Penitenciaría de Santiago (Centro de Detención Preventiva Santiago Sur).

El 15 de mayo de 1879 comenzaron las acciones bélicas del Batallón Bulnes en Antofagasta, Río Grande, Machuca, Calama y otras localidades. Mientras los soldados-gendarmes se batían en las diversas acciones de la guerra, las cárceles, palacio presidencial y labor policial fue asumida por el Cuerpo de Bomberos teniendo destacada participación en estas funciones.
El Batallón Bulnes actuó en Antofagasta, Calama, Moquegua, Pisagua, Tarapacá, Dolores, Los Ángeles, Tacna, Arica, Chorrillos, Miraflores y Lima.
El 26 de junio de 1880 después de las acciones de la quebrada de Tarapacá donde murió el comandante Eleuterio Ramírez, el cual como Subteniente ingreso al cuerpo de gendarmes de línea, encargados de labores policiales y custodia de cárceles, para ascender a teniente y con el grado de ayudante mayor pasar a las filas del Ejército de Chile, muriendo en combate a los 43 años.
El 20 de enero de 1881 el general Manuel Baquedano y su estado mayor entran a Lima, previamente el día 17 lo había hecho el ejército al mando del general Cornelio Saavedra para imponer el orden, ocupándose de las labores policiales. Inmediatamente el Batallón Bulnes se encargó de sofocar los últimos focos de resistencia y abocados a aplacar el bandolerismo, saqueos, robos e incendios de dicha ciudad.
A fines del año 1880 y después de participar en varias acciones de guerra, el Batallón Bulnes hizo lo que nadie se había atrevido a hacer en el Ejército, ”solicitar un aumento de sueldo”, por lo tanto el Comandante en Jefe del Ejército, estimó nuevamente movilizar al Bulnes y enviarlos al combate, asumiendo como segundo comandante el Sargento Mayor Lucas Valero.

## Desmovilización

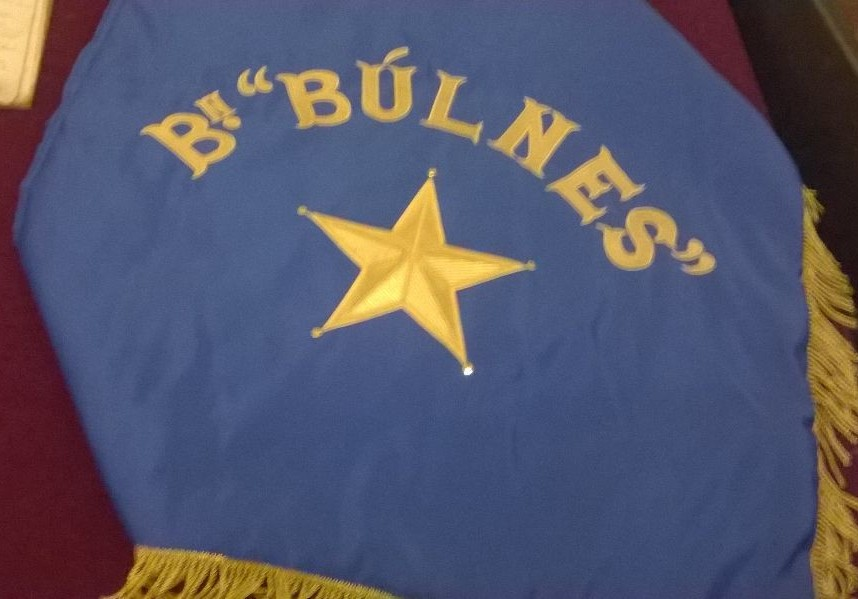
Réplica del estandarte del Batallón Bulnes, la cual se encuentra expuesta y custodiada por gendarmes en la Penitenciaría de Santiago.

A fines de noviembre del año 1881 regresaron y en noviembre del año 1883 es desmovilizado definitivamente; integrado por los guardianes de la actual Penitenciaria, Guardia Municipal de Santiago y Batallones del Ejército que se turnaban para cubrir la Guardia de la principal cárcel del país. El Estandarte original se encuentra actualmente en el Museo de Carabineros de Chile. Una réplica del estandarte se encuentra en la actual Penitenciaria de Santiago. 
En este Batallón se incluyó a la Cantinera Rosa Adelia Espinoza y una ayudante. El botón típico de la guerrera azul prusia del Batallón Bulnes era de color amarillo y también existió un botón plateado que tiene inscrita la leyenda "Guardia de Cárcel-Chile".